# Norské království (1814)
Norské království (Kongeriget Norge) krátce existovalo roku 1814. Vzniklo v důsledku Napoleonských válek po nesouhlasu Norů s Kielskou smlouvou vyhlášením nezávislosti na Dánsku 25. února 1814 a zaniklo 4. listopadu téhož roku vstupem do personální unie se Švédskem, čímž vznikla Švédsko-norská unie. Králem Norska byl po celou dobu jeho krátké existence Kristián VIII., který se později stal i králem dánským. Den, kdy byla přijata ústava tohoto státu, 17. květen, je v Norsku dodnes významným státním svátkem jako Den norské ústavy.